# Campionato francese di rugby a 15 1989-1990
Il Campionato francese di rugby a 15 1989-1990 viene nuovamente allargato a ben 80 squadre con una fase preliminare dove vengono divise in 16 gruppi di 5 squadre.
Le prime due di ogni girone sono ammesse alla prima divisione disputata da 32 squadre divise in 4 gironi di 8. Le prime 4 di ogni gruppo, per un totale di 16, sono qualificate per la fase ad eliminazione diretta.
È il Racing club de France a conquistare lo Scudo di Brennus battendo il SU Agen in finale.
Il Racing riporta il titolo a parigi dopo oltre trent'anni (ultimo successo nel 1959)

## 1. Divisione 1989-90
Le squadre sono indicate in ordine di classifica,  in grassetto quelle ammesse direttamente agli ottavi di finale.
| - US Dax - FC Grenoble - US Colomiers - FC Auch - RC Chalon - Stade rochelais - Blagnac SCR - Paris université club | - Racing club de France - AS Montferrand - CA Bègles-Bordeaux - Biarritz olympique - Aviron bayonnais - CS Bourgoin-Jallieu - SC Graulhet - Voiron |
| - SU Agen - AS Béziers - RC Toulon - RC Nimes - RRC Nice - FC Lourdes - RC Hyères - US Cognac                       | - Stade toulousain - RC Narbonne - CA Brive - Castres olympique - Stadoceste tarbais - Tyrosse RCS - USA Perpignan - FCS Rumilly                   |

## Play off
| OTTAVI DI FINALE |   |               |       |        |
| Nimes            | - | Tolosa        | 6-13  | 3 - 33 |
| Beziers          | - | Narbonne      | 10-13 | 12 - 9 |
| Castres          | - | Racing Parigi | 6-9   | 6 - 40 |
| Brive            | - | Grenoble      | 19-12 | 8 - 28 |

| in grassetto le qualificate |   |        |       |         |
| Colomiers                   | - | Tolone | 6-3   | 12 - 30 |
| Agen                        | - | Auch   | 45-3  | 28 - 3  |
| Montferrand                 | - | Begles | 31-18 | 12 - 21 |
| Biarritz                    | - | Dax    | 18-18 | 12 - 29 |

| QUARTI DI FINALE |   |          |       |
| Tolosa           | - | Narbonne | 10-9  |
| Racing Parigi    | - | Grenoble | 27-21 |

| in grassetto le qualificate |   |      |       |
| Tolone                      | - | Agen | 0-6   |
| Montferrand                 | - | Dax  | 34-12 |

| SEMIFINALI |   |               |       |
| Tolosa     | - | Racing Parigi | 14-21 |

| in grassetto le qualificate |   |             |     |
| Agen                        | - | Montferrand | 9-3 |

## Finale
| Arbitro: | Claude Debat |

| |            | |
| mete: Cabannes,Abadie trasf.: Pouyau, c.p.: Pouyau 2 Lafond Abadie | Marcatori  | ' c.p.: Montlaur 2 Campan 1 Drop: Montlaur |
| Titolari : Laurent Benezech, Jean-Pierre Genet, Philippe Voisin, Michel Tachdjian, Patrick Serrière, Xavier Blond, Laurent Cabannes, Christophe Deslandes, Jean-Philippe Saffore, Didier Pouyau, Geoffrey Abadie, Franck Mesnel, Éric Blanc, Philippe Guillard, Jean-Baptiste Lafond Sostituti : Philippe Dubreuille, Murray Dawson, Eric Dalle | Formazioni | Titolari : Jean-Louis Tolot, Philippe Berbizier, Laurent Seigne, Abdelatif Benazzi, Bernard Mazzer, Jacques Gratton, Philippe Benetton, Dominique Erbani, Pierre Berbizier, Pierre Montlaur, Eric Gleyze, Patrick Schattel, Philippe Sella, Olivier Campan, Bernard Lacombe Sostituti : Patrick Pujade, Grégoire Lascubé |